# لي لان
لي لان (12 يوليو 1961 - ) (بالصينية: 李蘭) هي لاعبة كرة يد صينية. شاركت في الألعاب الأولمبية الصيفية 1984.

## وصلات خارجية
- لي لان على موقع أوليمبيديا (الإنجليزية)
- لي لان على موقع اللجنة الأولمبية الصينية (الإنجليزية)